# Поль, Кристиан Фридрих
Кристиан Фридрих фон Поль (нем. Christian Friedrich von Poll; 1672—1748, Медель на Эзеле) — немецко-балтийский дворянин, капитан шведской армии и риттершафтсгауптман эзельского рыцарства.

## Жизнь
Кристиан Фридрих фон Поль происходил из остзейского дворянского рода Полей. Его отец Отто Кристиан фон Поль служил лейтенантом в шведской армии, а позже был магистратом. Мать Гертруда происходила из знатного остзейского рода Толлей.
Кристиан Фридрих служил лейтенантом в шведском пехотном полку в Голландии. С 1703 по 1707 год он был капитаном эзельской ландмилиции. С 1723 по 1726 год Кристиан Фридрих был риттершафтсгауптманом эзельского рыцарства (предводителем дворянства Эзельского уезда). Его владения включали Вексхольм а с 1735 года и Медель.

## Семья
Кристиан Фридрих был дважды женат. Первая супруга Юлианна Поль (род. 1685) принадлежала к старшей линии рода Поль. В браке родилось три дочери:
- Луиза Кристиана
- Марта Кристиана(1715—1796)
- Шарлотта Юлиана (1715—1791)

В 1717 году Кристиан Фридрих женился во второй раз на Анне Кристине Толь (ум. 1754). У пары родилось девять детей:
- Карл Адольф (1718—1796), владетель Меделя, лейтенант, окружной судья
- Эббе Людвиг (1719—1776), владетель Меделя, полковник, администратор округа
- Герман Фридрих (1721—1792)
- Анна Кристина (1723—1807)
- Кристиан Райнхолд, лейтенант (погиб под Цорндорфом в 1758)
- Лоренц Вильгельм (1730—1783), владетель Вексхольма
- Беренд Иммануил (1736—1736)
- Отто Якоб (ум. 1738)
- Иоганн Густав (ум. 1740)